# いもうとコンプレックス! ―IC―
『いもうとコンプレックス! ―IC―』は、稲葉洋樹による日本のライトノベル。イラストは代官山ゑびすが担当している。富士見ファンタジア文庫（富士見書房）より2010年1月から2012年8月まで刊行された。第23回ファンタジア大賞銀賞受賞作。

## あらすじ
早川大吾は妹を溺愛する重度のシスコンである高校2年生。春になり妹の早川佳奈美が自分と同じ高校に進学する事になり、大吾は一つの目標を掲げる。それは中学時代、不思議な体質のせいで孤独な3年間を過ごす事になってしまった妹のため、友達を作ってあげる事だった。奇しくも自宅の物置から発見した古びた手鏡に宿っていた縁結びの神様・通称ミコトが佳奈美の体質の原因を大吾に伝える。佳奈美の幸せとミコトの願いのために、大吾は佳奈美の“縁結び”のために奔走する。

## 登場人物
早川大吾（はやかわ だいご）
本作の主人公。五月治学園2年D組の学生で、生徒会副会長を務める。
重度のシスコンであり、妹の佳奈美を非常に溺愛している。本人も何らはばかることなく「シスコン」「妹愛」を公言しており、周囲からはやや呆れられがち。また性格は軽く、生徒会所属なのも幼馴染の志保の伝手があったからであって、成績などが特段に良いわけではないらしいが、その行動力は目を見張るものがある。
父親は海外勤務の歴史学者であり、母親も赴任先へ赴いているため、実家は佳奈美との二人暮らしである。
早川佳奈美（はやかわ かなみ）
大吾の妹。五月治学園1年D組の学生。出席番号は32番。
髪型は栗色のショートカットで、160cmに満たない小柄な体格。優しい性格の持ち主だが、やや意固地な面もある。大吾からは過剰ともいえる程の愛情を注がれているが、本人も大吾の事を慕っており、大吾と絡む他の女性に嫉妬を向ける事もある。朝は弱いらしく、ほぼ毎朝を大吾に起こしてもらっている。中学時代は水泳部に所属しており、特に脚力は常人のそれよりも優秀。小学時代に作文コンクールで表彰された経験があるらしいが、五月治学園には補欠合格で入学している。両親が不在の早川家の家事を一手に引き受けている。
「周囲の人間を不幸にする」という特異な体質の持ち主である。中学校の頃から症状が現れ始め、友人たちは佳奈美の傍を離れて行ったり、または佳奈美自身が友人たちが不幸になるのを嫌って突き放すなどしていたため、中学時代は友人関係に恵まれなかった。その原因はミコトの妹が佳奈美に憑依し、佳奈美の周囲の運気を消費しているからである。
天日輪姫命（あめのにちりんひめのみこと）
早川家の倉庫に眠っていた古い手鏡に封印されていた、縁結びの神様。通称はミコト。
銀髪に巫女装束を着た美女。自らを「我」と言うなど、古風な喋り方をする。大吾が封印符を剥がしてしまったために顕現した。その死方は封印を解いた大吾にしか見えない。「ミコト」の名前は、大吾が彼女の名前を省略してつけた。多少の神通力を使えるらしく、佳奈美のいる方向を言い当てるなどしている。また飛行する事もできるらしい。前回顕現したのはしばらく前らしいで、元は人間であるらしいがその辺りの記憶が曖昧になっているらしい。普段は手鏡の中に居り、状況に応じて現世に顕現する。その際は運気を多少消費するが、手鏡に蓄えられている運気にストックがあるので周囲の運気を消費する必要はない。なお手鏡にはバイブレーション機能がついている。
水瀬志保（みなせ しほ）
大吾や佳奈美の幼馴染。五月治学園の第46代生徒会長。2年生。
髪型は黒髪のポニーテール、身長は170cmほどでスタイルも良い。成績も優秀で家事の一切もそつなくこなせる、「パーフェクト美少女」。特に料理の腕は抜群だが、毎度多く作りすぎてしまうという欠点がある。大吾の暴走の専ら制止役で、鉄拳制裁も辞さない事もあって大吾からは恐れられている。尤も大吾へは少なからず好意を持っているようで、佳奈美を含む他の女子に嫉妬を向ける事もしばしば。佳奈美からは「志保姉」と呼ばれている。
恵怜菜＝フォゼリンガム＝パーカー（えれな＝フォゼリンガム＝パーカー）
五月治学園1年D組の学生。
金髪碧眼で顔つきも整った美少女。「〜ですわ」などといった口調が特徴的。生粋のお嬢様であり、私用で大金やヘリコプターを用意出来る程。一方、勝気で頭に血が上りやすい性格であり、また世間知らずな面も多い。幼い頃から実家の財産を目当てに近づいてくる人間を見てきたため、他人の下心を察知する事に長けている。非常に優秀な姉が一人おり、中学時代以来疎遠になってしまった事もあってコンプレックスを抱いている。入学式では新入生代表挨拶を務める予定だった。黒蜜にアレルギーを持っている。
秋田修吾（あきた しゅうご）
大吾の友人。五月治学園2年D組の学生、出席番号は3番。
髪型はスポーツ刈り、180cm超の長身に日焼けして引き締まった体格をしている。エセ関西弁を操り、本人曰く将来の夢は大吾とともにお笑い芸人になる事らしい。大吾との関係は悪友のそれに近い。
松原琴音（まつばら ことね）
五月治学園生徒会の会計係。
切り揃えられた黒髪とブルーのヘアピン、眼鏡が特徴。志保とは出身校こそ違うものの中学時代からの親友の間柄。
ミコトの妹
佳奈美に憑依している縁結びの神様。佳奈美の周囲の運気を消費する事で現状を維持しているが、そのようになってしまった原因はミコトを含めて不明になっている。
高村（たかむら）
五月治学園に通う2年生。
自称「金髪萌え」で、金髪を目当てに恵怜菜を尾行し、盗撮行為を行っていた。尤も金髪以外には関心がないのか、顔などは写していなかったらしい。

## 用語
神
詳細は不明だが、日本における普遍的な意味での神の事であるらしい。
現世に留まるには運気を消費する必要がある。ミコトは神器（手鏡）に蓄えられている運気を消費するが、ミコトの妹は佳奈美に憑依しているため、佳奈美の周囲の運気を吸い取る事で維持しているらしい。なおミコト姉妹は縁結びの神であるため、依り代にする人間の縁が多いと力を発揮できるようになる。
私立五月治学園（しりつさつきじがくえん）
東京都調布市富士見町にある私立高校。創立は戦前という伝統ある学校。それなりにレベルの高い進学校で、大吾の中学校からの進学者は少ない。在学中の三年間はクラス替えがないため、そのクラスごと学年が繰り上がり、生徒の移動などはない。作品開始時は第67回目の入学式が行われている。比較的大きな食堂があり、生徒からは人気を博している。早川家からは徒歩15分ほどの距離にある。

## 評価
第23回ファンタジア大賞にて銀賞を受賞した（受賞時のタイトルは「スシコン!〜Super Sister Complex〜」）。同賞で審査員を務めた四季童子は本作を以下のように評している。

## 既刊一覧
- 稲葉洋樹（著）・代官山ゑびす（イラスト） 『いもうとコンプレックス! ―IC―』 富士見書房〈富士見ファンタジア文庫〉、全3巻
  1. 2012年1月20日発売[4]、ISBN 978-4-8291-3721-5
  2. 2012年5月19日発売[5]、ISBN 978-4-8291-3759-8
  3. 2012年8月17日発売[6]、ISBN 978-4-8291-3788-8